# Ceratodon flavisetus
Ceratodon flavisetus là một loài rêu trong họ Ditrichaceae. Loài này được Limpr. Müll. Hal. mô tả khoa học đầu tiên năm 1900.